# Inkeri Lehtinen
Inkeri Lehtinen (Helsínquia, 7 de março de 1908– Helsínquia,1 de março de1997) foi uma política comunista finlandesa. Ela serviu como ministra da educação do governo Terijoki durante a República Democrática da Finlândia.

## Biografia
Lehtinen nasceu em Helsínquia a 7 de março de 1908. Os seus pais eram defensores da ideologia marxista-leninista. Entre 1925 e 1945 ocupou diferentes cargos na União Soviética e na Finlândia. Ela era membro do Partido Comunista da Finlândia, sendo um dos seus líderes no período 1939-1969. De dezembro de 1939 a março de 1940 foi ministra da educação no governo de Terijoki durante a Guerra de Inverno.
Lehtinen faleceu em Helsínquia a 1 de março de 1997 após uma longa doença.